# Expressens nedgång och förfall
Expressens nedgång och förfall är en bok av journalisten Ulf Nilson (1933–2018). Den kom ut 1995. 

## Historik

### Bakgrund
Bokens titel är en uppenbar blinkning till Edward Gibbons bok Det romerska rikets nedgång och fall från slutet av 1700-talet.
Boken är skriven med anledning av att Nilson 1995 efter 32 år på Expressen inte längre fick fortsätta som krönikör. Han fick vara kvar 6 månader som korrespondent i Paris, och erbjöds sedan ett frilansavtal med starka sekretessbestämmelser med skadeståndsklausuler för att hindra Nilson från att avslöja konfidentiell information om tidningen. Försöken att köpa Nilsons tystnad, samt att Bonnier Alba tackade nej till att ge ut boken, beskrevs i november 1995 av Arne Ruth som uttryck för en bristande yttrandefrihet och urholkad journalistisk trovärdighet i Mariebergskoncernen.
Petningen av Nilson genomfördes av Expressens då nytillträdda chefredaktör Christina Jutterström. Hon avskedade vid ungefär samma tid även kolumnisten Per Ahlmark som även han medverkat i tidningen i 32 år.

### Mottagande
I Svenska Dagbladet beskrev Gustaf von Platen boken som "skriven i hast och hat". Han menade att Nilson hade "haft för bråttom vid datorn. Han har inte gett sig tid att sovra och ordna materialet, han slarvar kopiöst och har inte hunnit få nödvändig distans till händelserna".
De intressantaste kapitlen i boken var, enligt von Platen, de där Nilson beskriver den ändrade inriktning mot mer sensation och mindre kvalitativt högtstående material som utlandsnyheter och kulturartiklar. Denna förändring ska ha skett efter att Bo Strömstedt 1991 slutade som chefredaktör, och vara ett utslag av panikslagna försök att höja en sjunkande upplaga. Förändringen anges som förklaring till några famösa publiceringar 1993 som knappast höjde upplagan men senare tvingade bort delar av tidningsledningen.
Gustaf von Platen beklagade att Nilson överhuvudtaget hade varit tvungen att skriva boken istället för att fortsätta som Expressens "mest läste krönikör och en världsreporter utan motstycke".

### Efterspel
Senare återkom Nilson till Expressen och medverkade där fram till 2015.

## Utgivning
- Nilson, Ulf (1995). Expressens nedgång och förfall. Stockholm: Timbro. Libris 7648348. ISBN 9175663163